# Detention
Detention (bra: Pânico na Escola) é um filme americano de comédia e terror de 2011 dirigido por Joseph Kahn e coescrito com Mark Palermo. Estreou em março de 2011 no SXSW. É estrelado por Josh Hutcherson, Dane Cook, Spencer Locke, Shanley Caswell, Walter Perez, Organik e Erica Shaffer.

## Sinopse
O filme centra-se em grupo de estudantes do ensino médio que é perseguido por um assassino em série.

## Elenco
- Shanley Caswell - Riley Jones
- Josh Hutcherson - Clapton Davis
- Spencer Locke - Ione Foster / Sloan Foster
- Dane Cook - Diretor Karl Verge
- Aaron David Johnson - Sander Sanderson
- Walter Perez - Elliot Fink
- Erica Shaffer - Sloan Foster
- Yves Bright - Sr. Kendall
- Parker Bagley - Billy Nolan
- Jonathan "Dumbfoundead" Park - Toshiba
- Tiffany Boone - Mimi
- Alison Woods - Taylor Fisher
- Travis "Organik" Fleetwood - Gord
- Lindsey Morgan - Alexis Spencer
- Marque Richardson - Toby T.
- Will Wallace - Doug Jones

## Recepção
No agregador de críticas dos Estados Unidos, o Rotten Tomatoes, na pontuação onde a equipe do site categoriza as opiniões da  grande mídia e da mídia independente apenas como positivas ou negativas, o filme tem um índice de aprovação de 43% calculado com base em 46 comentários dos críticos. Por comparação, com as mesmas opiniões sendo calculadas usando uma média aritmética ponderada, a nota alcançada é 5,2/10 que é seguida do consenso dizendo que "o estilo implacavelmente cinético do diretor Joseph Kahn dá a Detention um chute rebelde, mas a sobrecarga de ideias impede que (...) seja coerente em um todo satisfatório."